# Dominique Wavre

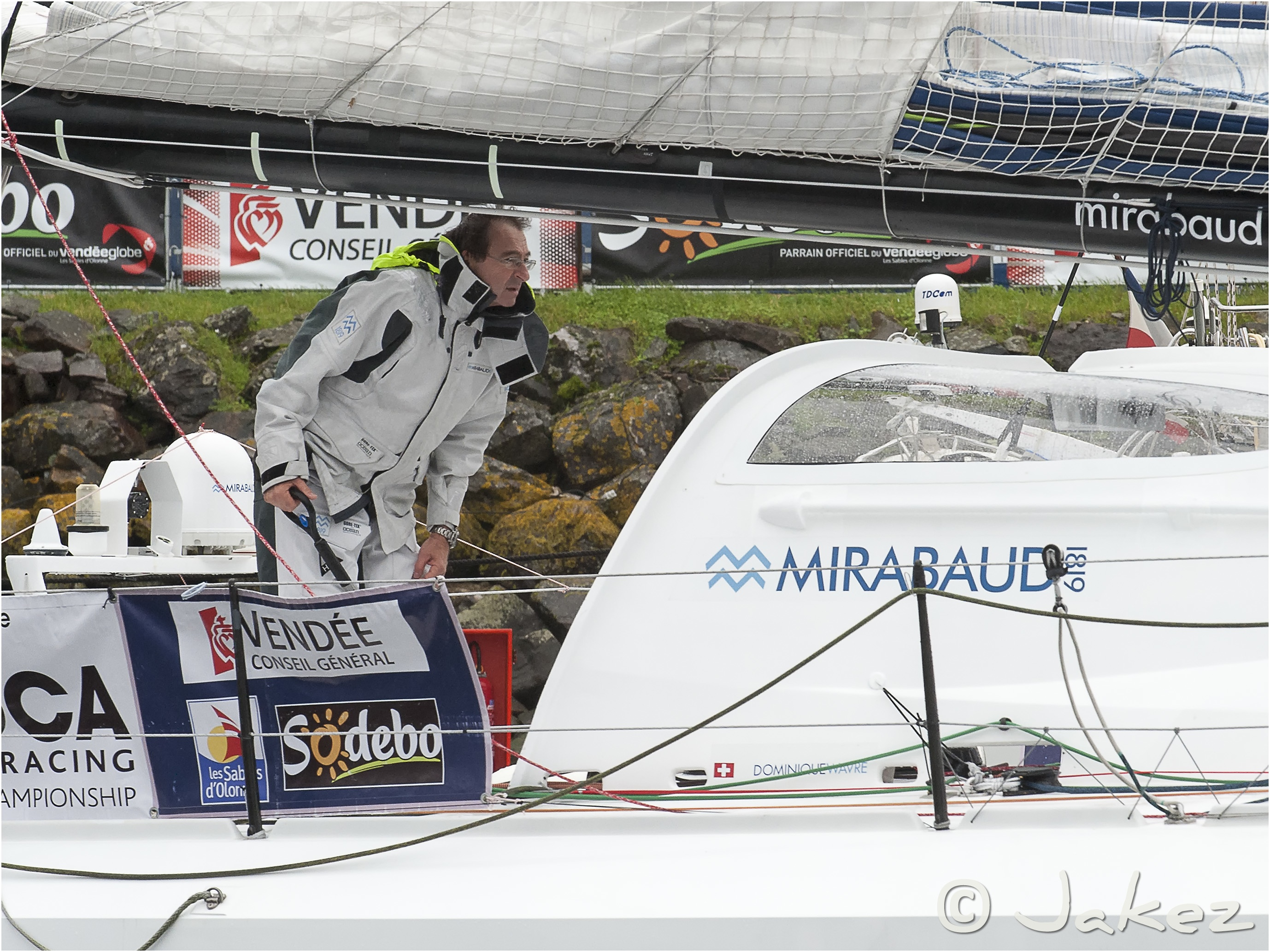
Dominique Wavre em 2012

Dominique Wavre (Genebra, Suíça, 4 de julho de 1955) é um velejador formado na "escola" do Lago Lemano tal como Yvan Bourgnon ou Laurent Bourgnon. Muito cedo o lago não era suficientemente grande para ele e em 1981 embarca no Disque d'Or III com Pierre Fehlmann, na Whitbread Round the World Race, com quem tem corrido no grupo Mirabeau 
Vive com Michèle Paret que encontrou durante a Whitbread 1989-1990 quando estava sobre o Merit de Pierre Fehlmann e ela navegava no Maiden com Tracy Edwards .
Fazem parte da sua lista de prémios seis segundos lugares e um terceiro. Entre outras provas e classificações :
- dois segundos lugares na Solitaire du Figaro de 1990 e 1997
- segundo na Volta à França à vela de 1991
- segundo na Volvo Ocean Race de 1994
- segundo na Transat Inglesa de 2004
- terceiro na Barcelona World Race de 2008